# Anastasia Bertacchi
Anastasia Bertacchi (* 18. Dezember 2006) ist eine italienische Tennisspielerin.

## Karriere
Bertacchi  begann mit fünf Jahren das Tennisspielen und bevorzugt Sandplätze. Sie spielt bisher vor allem Turniere der ITF Women’s World Tennis Tour, wo sie bislang einen Titel im Doppel gewann.

## Turniersiege

### Doppel
| Nr. | Datum         | Turnier | Kategorie | Belag | Partnerin    | Finalgegnerinnen          | Ergebnis         |
| --- | ------------- | ------- | --------- | ----- | ------------ | ------------------------- | ---------------- |
| 1.  | 27. Juli 2024 | Viserba | ITF W15   | Sand  | Lilli Tagger | Inès Ibbou Francesca Pace | 6:0, 2:6, [10:5] |